# Río Cassiporé
El Río Cassiporé es un río brasileño del estado de Amapá.

## Curso
Cabo Cassiporé es un promontorio bajo a unas 9,7 km al este de la amplia entrada al río. La tierra de Cabo Orange al norte y Cabo Cassiporé es baja y a menudo inundada, con aguas poco profundas de hasta 19 km de la costa.
El río Cassiporé puede ser navegado por barcos que se desplazan a menos de 2 metros hasta el pueblo de Japa, 24 millas tierra adentro. El rango de marea en la desembocadura del río es de menos de 4 metros. El río Cassiporé corre a través de la parte más septentrional de la ecorregión de manglares de Amapá a lo largo de la bahía donde desemboca en el Océano Atlántico.